# 苔色酸乙酯
苔色酸乙酯（英語：ethyl orsellinate）是一种有机化合物，化学式C10H12O4，可见于Parmotrema cooperi、毛叶北油丹、Parmotrema tinctorum等物种。